# Adam Krysiak
 Adam Krysiak  – polski wojskowy; pułkownik dyplomowany Wojska Polskiego; zastępca dowódcy i pełniący obowiązki dowódcy 20 Brygady Zmechanizowanej; od 17 kwietnia 2023 r. szef sztabu 1 Dywizji Piechoty Legionów; od roku 2025 dowódca 2 Brygady Pancernej Legionów 1 DP Leg. im. Marszałka Józefa Piłsudskiego. 

## Życiorys
Adam Krysiak po ukończeniu technikum gastronomicznego  podjął naukę we wrześniu 1996 r. jako kadet w szkole chorążych, a następnie jako podchorąży Wyższej Szkoły Oficerskiej im. Stefana Czarnieckiego w Poznaniu, którą ukończył na Wydziale Wojsk Pancernych z pierwszą lokatą. W 2001 r. był promowany na pierwszy stopień oficerski – podporucznika. Służbę zawodową rozpoczął w Orzyszu na stanowisku dowódcy plutonu czołgów w 1 batalionie czołgów 15 Giżyckiej Brygady Zmechanizowanej. 
W latach 2004–2008 pełnił obowiązki oficera operacyjnego w batalionie czołgów oraz szefa sekcji operacyjnej 2 batalionu zmechanizowanego w Giżycku, po czym objął obowiązki szefa sztabu batalionu w 15 BZ. W latach 2011–2012 pełnił służbę podczas X zmiany misji w PKW Afganistan, gdzie pełnił obowiązki zastępcy szefa sztabu/szefa S3 w Zgrupowaniu Bojowym Bravo. We wrześniu 2012 r. został wyznaczony na stanowisko zastępcy dowódcy – szefa sztabu 1bz 15 BZ. 7 stycznia 2014 r. w Orzyszu będąc w stopniu majora przyjął czasowo obowiązki dowódcy 1 batalionu zmechanizowanego 15 BZ od ppłk. Dariusza Kryńskiego odchodzącego na stanowisko szefa szkolenia w 9 Brygadzie Kawalerii Pancernej w Braniewie. W dniach 14–15 stycznia 2014 r. był kierownikiem zajęć zintegrowanych Taktycznej Grupy Bojowej utworzonej z 15 Giżyckiej Brygady Zmechanizowanej, które odbyły się na pasie taktycznym Wierzbiny poligonu w Orzyszu. 27 stycznia 2014 r. w obecności dowódcy 15 BZ gen. bryg. Sławomira Kowalskiego przekazał dowodzenie 1 bz ppłk. Arkadiuszowi Kujawie. 16 października 2014 objął stanowisko szefa sekcji operacyjnej 15 Giżyckiej Brygady Zmechanizowanej. Następnie objął funkcję dowódcy 2 batalionu zmechanizowanego im. 9 psk z Grajewa 15 BZ, który współdziałał z Batalionową Grupą Bojową NATO. 
We wrześniu 2017 r. jego pododdział 2 bz, który przez kilka miesięcy przygotowywał się do przyjęcia nowego sprzętu, przeszedł szkolenie w Hucie Stalowa Wola, gdzie poznawał sprzęt, a na poligonie Centrum Szkolenia Artylerii i Uzbrojenia odbył zajęcia praktyczne. 23 stycznia 2018 r. w 15 BZ jako dowódca 2 bz był odpowiedzialny za przyjęcie kompanijnego modułu ogniowego Rak od Huty Stalowej Wola S.A, w sumie przyjęto do 2 bz osiem samobieżnych moździerzy oraz cztery wozy dowodzenia. Był dowódcą Grupy Zadaniowej, którą utworzono w 15 Brygadzie Zmechanizowanej jako Batalionową Grupę Zadaniową, a jej trzon stanowiły na przemian 1 i 2 batalion zmechanizowany z giżyckiej jednostki, ich działania zabezpieczały przeciwlotnicy, saperzy, logistycy, wysunięci obserwatorzy oraz kompania czołgów Leopard 2A5 z 1 Brygady Pancernej. Był organizatorem i współorganizatorem ćwiczeń, między innymi: „Krewal 20”, „Tumak 20”, „Dzik 20” czy „Bull Run”. W 15 Brygadzie Zmechanizowanej zainaugurował projekt „Katyń, ocalić od zapomnienia”, z jego inicjatywy m.in. upamiętniono symbolicznymi dębami na terenie brygady trzech oficerów Wojska Polskiego zamordowanych w Katyniu. 
W dniach 1–3 grudnia 2020 r. dowodził operacją podczas ćwiczenia „Amber Desire 20”, które rozpoczęło się na Mazurach, skąd żołnierze pododdziałów z 15 BZ i z 11 Mazurskiego Pułku Artylerii wyruszyli na Litwę do miejscowości Alytus, gdzie stacjonował batalion wchodzący w skład Brygady Piechoty Zmechanizowanej „Żelazny Wilk”, pokonując 200-kilometrową trasę w drogę powrotną pododdziały wyruszyły następnego dnia. W 2021 r. został uhonorowany Buzdyganem za rok 2019 przez miesięcznik Polska Zbrojna. W maju 2021 r. był w zespole kapituły Buzdyganów przyznających przez Polskę Zbrojną. W 2021 r. rozpoczął służbę w Bartoszycach w 20 Brygadzie Zmechanizowanej, gdzie sprawował obowiązki szefa sztabu jednostki. 10 lutego 2022 r. w ramach podsumowania działalności szkoleniowej, nadano mu tytuł „Oficera Roku 2021”, będąc na stanowisku szefa sztabu 20 Brygady Zmechanizowanej. Następnie pełnił służbę na stanowisku zastępcy dowódcy 20 Brygady Zmechanizowanej przyjmując obowiązki od płk. Krzysztofa Knuta. Z dniem 17 kwietnia 2023 r. minister obrony narodowej Mariusz Błaszczak wyznaczył go na stanowisko szefa sztabu 1 Dywizji Piechoty Legionów. W dniu 3 lipca 2025 r. jako dowódca 2 Brygady Pancernej Legionów 1 Dywizji Piechoty Legionów im. Marszałka Józefa Piłsudskiego podczas uroczystości w Zambrowie przyjął kolejne jednostki w struktury  1 DP Leg..

## Awanse
- podporucznik – 2001[3]

(...)
- pułkownik – 2022[19]

## Ordery, odznaczenia i wyróżnienia
- Gwiazda Afganistanu – 2012[21]
- Brązowy Medal „Siły Zbrojne w Służbie Ojczyzny”[1]
- Brązowy Medal „Za zasługi dla obronności kraju”[1]
- Medal „W służbie Bogu i Ojczyźnie”[1]
- Odznaka pamiątkowa 20 Brygady Zmechanizowanej – 2021, ex officio
- Wojskowa Odznaka Sprawności Fizycznej I stopnia
- Odznaka Honorowa Wojsk Lądowych[1]
- Buzdygan 2019 – nagroda Polski Zbrojnej – 2021[22]
- tytuł „Oficera Roku 2021” 20 Brygady Zmechanizowanej – 2022[18]
- Odznaka pamiątkowa 1 Dywizji Piechoty Legionów – 2025, ex officio

i inne